# Museo Nacional de Jinju
El Museo Nacional de Jinju es un museo nacional situado en la fortaleza Jinju (진주성 晋州 城) de la ciudad de Jinju, en Corea del Sur. Abrió sus puertas en febrero de 1984 con el objetivo de especializarse en la temática sobre la invasiones japonesas a Corea.